# Crimson Spell
Crimson Spell (クリムゾン・スぺル?, Kurimuzon Superu) è un manga di genere yaoi scritto e illustrato da Ayano Yamane. È serializzato sulla rivista Chara Selection di Tokuma Shoten dal 2004. L'edizione italiana è pubblicata da Kappa Edizioni dal 2007.

## Trama
Il principe Vald è costretto da un'emergenza ad usare la spada maledetta della sua famiglia, a causa di questo cerca l'aiuto di Havi, uno stregone, per far sì che la maledizione venga eliminata. Viaggiano insieme alla ricerca di materiali per riuscire nell'intento. Vald non conosce gli effetti della maledizione, si manifesta di notte facendolo diventare un demone lussurioso ed assetato di sangue. Havi sottomette il demone con un rapporto sessuale, e quando Vald si sveglia, non ricorda nulla.

## Personaggi

### Protagonisti
Valdrigue Areswies (Baldrigr Alsvith)
È il principe di un feudo. Un ragazzo leale e giusto che decide di sacrificarsi per salvare la popolazione. Di giorno è un normale essere umano quando si addormenta o perde il controllo per qualche ragione si trasforma in uno splendido demone dagli occhi da gatto, le zanne e gli artigli. Il corpo, di forma umana, si ricopre di strani disegni neri.
Hallwill (Harvir Hroptr)
È un mago molto potente che vive in solitudine in una foresta. Il mago colleziona oggetti strani. L'uomo sembra più interessato alle cose materiali che ad altro.
Lizergbel – Ruruka (Rulca)
È una strana creatura, prima appartenuta a un potente mago. I due protagonisti lo incontrano durante il loro viaggio e decide di aiutare Val. La tenera creatura però possiede anche un'altra forma, quella di uno splendido giovanotto.

### Personaggi secondari
Harlein
È un mago che comanda la guarnigione del palazzo di Celeasdale. Compagno d'infanzia di Havi si è sempre rivelato un pessimo apprendista mago. Gli anziani del suo regno gli hanno ordinato di stare alle calcagna di Havi.
Mars
È uno spadaccino errante. Conosce casualmente il principe Vald, si appassiona alla sua causa e si offre di diventare un suo seguace. A giudicare dal suo comportamento si direbbe un tipo pieno di difetti.
Gileh
Creatura appartenente alla razza maligna, aspira ad impossessarsi del grande potere che la spada di Vald è in grado di emanare.

## Drama CD
La Geneon Entertainment ha pubblicato un drama CD di Crimson Spell il 24 giugno 2009. I personaggi sono interpretati da Miki Shinichirō (Havi), Kondō Takashi (Vald) e da Miyata Kōki (Rulca).

## Manga

### Lista dei volumi
| Nº | Titolo italiano Giapponese 「Kanji」 - Rōmaji                                                    | Data di prima pubblicazione             | Data di prima pubblicazione           |
| Nº | Titolo italiano Giapponese 「Kanji」 - Rōmaji                                                    | Giapponese                              | Italiano                              |
| 1  | The Crimson Spell 1 「クリムゾン・スぺル 1」 - Kurimuzon Superu 1                                | 25 luglio 2005 ISBN 978-4-19-960292-4   | 31 maggio 2007 ISBN 978-88-7471-151-2 |
| 1  | Capitoli - "Spell 1" - "Spell 2" - "Spell 3" - "Spell 4" - "Spell 5" - "Spell 6" - "Spell 7"     |                                         |                                       |
| 2  | The Crimson Spell 2 「クリムゾン・スぺル 2」 - Kurimuzon Superu 2                                | 24 marzo 2007 ISBN 978-4-19-960339-6    | 6 maggio 2010 ISBN 978-88-7471-226-7  |
| 2  | Capitoli - "Spell 8" - "Spell 9" - "Spell 10" - "Spell 11" - "Spell 12" - "Spell 13"             |                                         |                                       |
| 3  | The Crimson Spell 3 「クリムゾン・スぺル 3」 - Kurimuzon Superu 3                                | 25 marzo 2009 ISBN 978-4-19-960401-0    | 10 giugno 2010 ISBN 978-88-7471-234-2 |
| 3  | Capitoli - "Spell 14" - "Spell 15" - "Spell 16" - "Spell 17" - "Spell 18" - "Spell 19" - "Extra" |                                         |                                       |
| 4  | The Crimson Spell 4 「クリムゾン・スぺル 4」 - Kurimuzon Superu 4                                | 25 novembre 2010 ISBN 978-4-19-960457-7 | -                                     |
| 5  | The Crimson Spell 5 「クリムゾン・スぺル 5」 - Kurimuzon Superu 5                                | 25 marzo 2013 ISBN 978-4-19-960546-8    | -                                     |